# Pagida pseudorchestes
Pagida pseudorchestes là một loài nhện trong họ Thomisidae.
Loài này thuộc chi Pagida. Pagida pseudorchestes được Tord Tamerlan Teodor Thorell miêu tả năm 1890.